# Shannon Scully
Shannon Scully (3 marzo 1999) è una pallavolista statunitense, schiacciatrice delle Orlando Valkyries.

## Carriera

### Club
La carriera di Shannon Scully inizia a livello giovanile nella formazione del Tstreet, partecipando parallelamente ai tornei scolastici californiani con la Mater Dei HS. Dopo il diploma gioca a livello universitario in NCAA Division I, alla quale partecipa prima con la Utah (2017), poi con la Pepperdine (2018-2020) e per finire con la Southern California (2021).
Nella stagione 2022-23 inizia la carriera da professionista in Francia, partecipando alla Ligue A con il Terville Florange. In seguito partecipa alla Pro Volleyball Federation 2024 con le Grand Rapids Rise, mentre nella Pro Volleyball Federation 2025 si trasferisce alle Orlando Valkyries, con cui si aggiudica lo scudetto.

## Palmarès

### Club
- PVF: 1

2025